# 佛瑞德·威廉森
佛瑞德·羅伯·威廉森（英語：Frederick Robert Williamson，1938年3月5日—）或暱稱為鐵錘（英語：The Hammer），美國男演員、製片人、導演和前美式足球防守後衛，主要於1960年代在美國美式足球聯盟參加比賽。威廉森最著名的莫過於其電影生涯，尤其是黑人剝削電影，如《黑凱撒》及其續集《哈莱姆地狱》（皆為1973年）中主角湯米·吉布斯（Tommy Gibbs）。其他作品如《黑霸王》（1975年）、《戴罪立功》（1978年）和《惡夜追殺令》（1997年）。

## 個人生活
威廉森經歷了兩段婚姻。他的第一次婚姻是從1960年到1967年的吉內特·拉文達（Ginette Lavonda）。1988年起娶了琳達·威廉姆森（Linda Williamson）為妻。威廉森至少有三個孩子，但一些消息來源聲稱他至少有六個。威廉森具有拳法、松濤館流和跆拳道黑帶。自1997年以來，威廉森在加利福尼亞州棕櫚泉擁有一處住宅。
他在2016年美國總統選舉中支持唐納·川普。
2020年6月，《每日野獸》報導指出，威廉森在試衣期間試圖暗中觸碰一名服裝設計助理。他否認了這項指控。

## 外部連結
- 佛瑞德·威廉森在互联网电影资料库（IMDb）上的資料（英文）
- 在AllMovie上佛瑞德·威廉森的頁面（英文）